# Midget

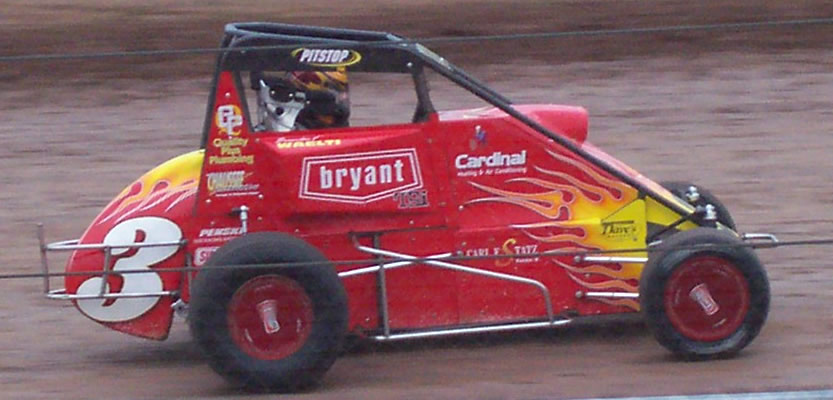
Una vettura midget moderna

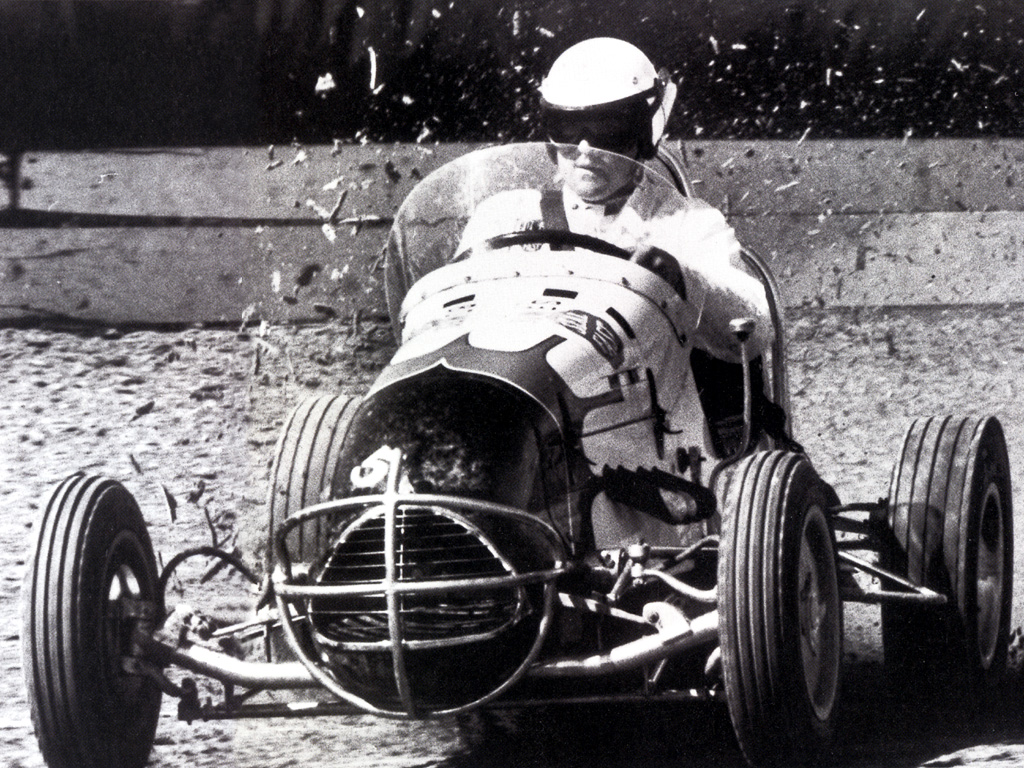
Una vettura midget degli anni sessanta

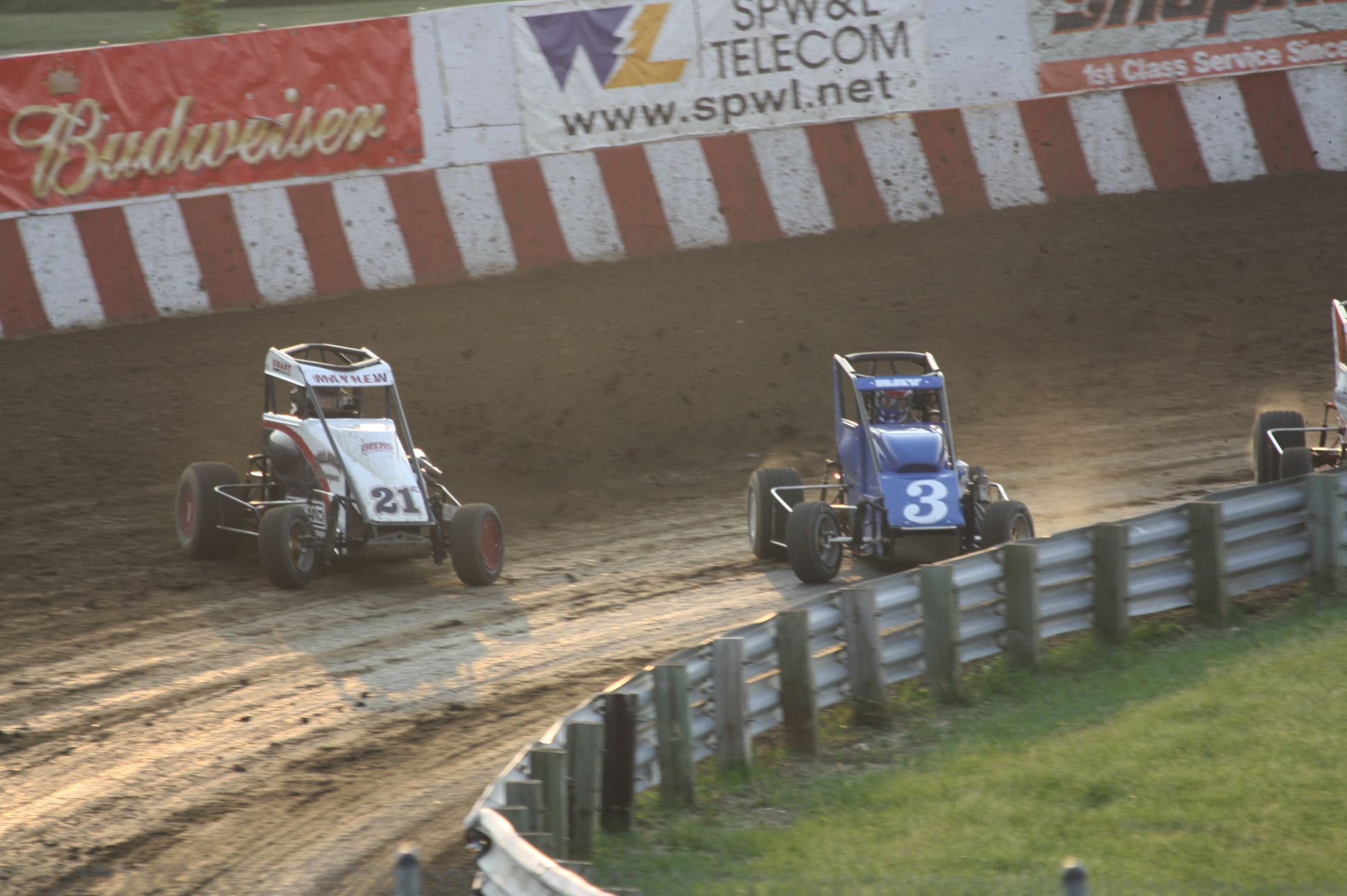
Midget in gara all'Angell Park Speedway

Le vetture midget, o semplicemente midget (conosciute come speedcars in Australia), sono automobili monoposto da competizione. Esse sono molto piccole, hanno un contenuto rapporto peso/potenza e sono spinte di solito da un motore a quattro cilindri. Nacquero negli Stati Uniti d'America negli anni trenta, da dove si sono diffuse in altre aree del globo, specialmente in Australia e Nuova Zelanda.

## Tecnica
Solitamente queste vetture sono spinte da motori quattro cilindri con potenze che oscillano tra i 300 e i 400 CV e hanno un peso di circa 450 kg. L'elevata potenza e le dimensioni ridotte di queste vetture rendono piuttosto pericolose le gare, pertanto le midget moderne hanno gabbie di sicurezza e altri sistemi di protezione per il pilota. Esse sono progettate per gareggiare in competizioni brevi e combattute, con distanze di gara che variano dai 4 ai 40 km, disputate su tracciati ovali in terra battuta di lunghezza spesso inferiore a un chilometro, talvolta ricavati all'interno di stadi come l'Expo Square Pavilion di Tulsa, in Oklahoma.